# Olga Lasarenko
Olga Lasarenko (russisch Ольга Лазаренко, wiss. Transliteration Ol'ga Lazarenko; * 7. Januar 1980) ist eine ehemalige russische Freestyle-Skierin. Sie startete in den Buckelpisten-Disziplinen Moguls und Dual Moguls.

## Werdegang
Lasarenko trat international erstmals bei den Internationalen Jugendmeisterschaften 1999 in Jyväskylä in Erscheinung und wurde dabei Zweite im Moguls. Im November 1999 startete sie im Tandådalen erstmals im Weltcup, wobei sie den 20. Platz im Moguls errang und nahm bis 2008 an 17 Weltcups teil. Dabei erreichte sie im Februar 2008 im Deer Valley mit dem achten Platz im Moguls ihre einzige Top-Zehn-Platzierung. Zudem nahm sie von 1999 bis 2008 am Europacup teil und holte dabei vier Siege. Bei den Weltmeisterschaften 2001 in Whistler belegte sie den 13. Platz im Moguls und bei den Weltmeisterschaften 2005 in Ruka den 17. Rang im Moguls sowie den neunten Platz im Dual Moguls. Im April 2005 wurde sie russische Meisterin im Dual Moguls. Bei ihrer einzigen Teilnahme an Olympischen Winterspielen im Februar 2002 in Salt Lake City sprang sie auf den 22. Platz im Moguls-Wettbewerb.

## Erfolge

### Olympische Spiele
- 2002 Salt Lake City: 22. Platz Moguls

### Weltmeisterschaften
- 2001 Whistler: 13. Platz Moguls
- 2005 Ruka: 9. Platz Dual Moguls, 17. Platz Moguls

### Weltcup-Gesamtplatzierungen
Lasarenko nahm an 17 Weltcups teil und erreichte eine Top-Zehn-Platzierung.
| Saison    | Gesamt | Gesamt | Moguls | Moguls | Dual Moguls | Dual Moguls |
| Saison    | Punkte | Platz  | Punkte | Platz  | Punkte      | Platz       |
| --------- | ------ | ------ | ------ | ------ | ----------- | ----------- |
| 1999/2000 | 16     | 52.    | 64     | 29.    | 4           | 35.         |
| 2001/02   | 15     | 62.    | 92     | 29.    | 8           | 27.         |
| 2004/05   | 1      | 118.   | 15     | 39.    | –           | –           |
| 2007/08   | 7      | 78.    | 69     | 22.    | –           | –           |